# Чёрный Ключ (Татарстан)
Чёрный Ключ (тат. Кара Чишмә) — село в Черемшанском районе Республики Татарстан России. Входит в состав Нижнекаменского сельского поселения.

## География
Село находится в юго-восточной части Татарстана, в лесостепной зоне, при автодороге 16К-0131, на расстоянии примерно 17 километра (по прямой) к северо-востоку от села Черемшан, административного центра района. Абсолютная высота — 118 метров над уровнем моря.

### Климат
Климат характеризуются как умеренно континентальный, с холодной продолжительной зимой и тёплым летом. Среднегодовая температура воздуха составляет 3,2 °С. Средняя температура воздуха самого холодного месяца (января) — −12 °C (абсолютный минимум — −47 °C); самого тёплого месяца (июля) — 18,7 °C (абсолютный максимум — 38 °C). Среднегодовое количество атмосферных осадков составляет 528 мм, из которых около 391 мм выпадает в период с апреля по октябрь. Снежный покров держится в течение 144 дней.

### Часовой пояс
Село Чёрный Ключ, как и весь Татарстан, находится в часовой зоне МСК (московское время). Смещение применяемого времени относительно UTC составляет +3:00.

## История
В «Списке населенных мест по сведениям 1870 года», изданном в 1877 году, населённый пункт упомянут как деревня Черный Ключ 3-го стана Мензелинского уезда Уфимской губернии. Располагалась при ключе, по правую сторону коммерческого тракта из Бугульмы в Мамадыш, в 155 верстах от уездного города Мензелинска и в 60 верстах от становой квартиры в селе Заинск (Пригород). В деревне, в 151 дворе жили 913 человек (440 мужчин и 473 женщины, татары), были мечеть, училище, конная мельница. Жители занимались земледелием, скотоводством, пчеловодством, деланием саней и дровней.
По сведениям переписи 1897 года, в деревне Черный Ключ Мензелинского уезда Уфимской губернии жили 1240 человек (597 мужчин и 643 женщины), все мусульмане.

## Население
Население села Чёрный Ключ в 2011 году составляло 521 человек.

### Национальный состав
Согласно результатам переписи 2002 года, в национальной структуре населения татары составляли 100 % из 542 чел.